# PFTS乌克兰证券交易所
PFTS乌克兰证券交易所（烏克蘭語：Фондова біржа ПФТС），又称乌克兰第一证券交易所，成立于1996年，位于乌克兰首都基辅，是乌克兰股市中规模最大、时间最长的交易所之一，拥有乌克兰证监会颁发的牌照，产品涵盖股票、政府债券及衍生品。
2017年12月，渤海商品交易所签署协议拟收购乌克兰第一证券交易所，2018年12月通过乌克兰反垄断委员会审查，2020年3月，通过乌克兰证监会审批，天津渤海商品交易所（BOCE）旗下企业日前完成对乌克兰第一证券交易所（PFTS）49.9%的股权收购。

## 参阅
- 渤海商品交易所